# Leonessa
Leonessa est une commune italienne d'environ 2 280 habitants, située dans la province de Rieti, dans la région Latium, en Italie centrale.

## Histoire
Vers le milieu du XIIIe siècle les habitants des villages du plateau afin de se défendre des incursions de mercenaires en provenance du duché de Spolète et du royaume de Naples se reunirent sous la protection de Charles Ier d'Anjou dans la zone Ripa di Corno, un important nœud routier et stratégique à la frontière septentrionale du royaume de Naples. Leonessa prit corps et à l'époque elle était appelée de diverses façons, Conexa,Gonessa-Ripa di Corno, Laconexa,Ligonissa,Leonessa.
En 1278 le territoire a été partagé en six zones territoriales appelées Sesti.
- Corno,(Sant'Egidio di Corno avec les territoires des châteaux de Vallonina et de Ripa)
- Forcamelone, (San Nicola di Forcamelone)
- Poggiolupo,(San Nicola di Poggiolupo)
- Croce,(Santa Maria di Croce)
- Torre,(Santa Maria di Torre)
- Terzone,(San Venanzii Terzone)

## Fêtes, foires
- Le Palio del Velluto

## Administration
| Période                                  | Période  | Identité      | Étiquette | Qualité |
| ---------------------------------------- | -------- | ------------- | --------- | ------- |
| 14 juin 2004                             | En cours | Alfredo Rauco |           |         |
| Les données manquantes sont à compléter. |          |               |           |         |

### Hameaux
Albaneto,Casanova, Fontenova, Leonessa Colleverde, Cumulata, Sala, San Clemente, San Vito, Vallimpuni, Viesci, Vindoli, Volciano, Casale dei Frati, Villa Alesse, Villa Berti, Villa Bigioni, Villa Bradde,  Villa Carmine, Villa Ciavatta, Villa Climinti, Villa Colapietro, Villa Cordeschi, Villa Gizzi,  Villa Lucci, Villa Massi, Villa Pulcini, Villa Zunna, Albaneto, Piedelpoggio, Villa Immagine, Corvatello, Sant'Angelo, Terzone, Casa Buccioli, Capodacqua, Ocre, Pianezza, San Giovenale, Vallunga

### Communes limitrophes
Cantalice, Cascia, Cittareale, Ferentillo, Micigliano, Monteleone di Spoleto, Poggio Bustone, Polino, Posta, Rivodutri

## Jumelage
- Gonesse (France)